# Nicolas de Besse
Nicolas de Besse (1320 circa – Roma, 5 novembre 1369) è stato un cardinale e vescovo cattolico francese.

## Biografia
Per parte di madre era nipote di papa Clemente VI ed era anche cugino di papa Gregorio XI.
Dopo aver studiato giurisprudenza ed essere divenuto professore di diritto all'università di Orléans, fu nominato arcidiacono di Ponthieu, nella diocesi di Angers.
Fu eletto vescovo di Limoges il 27 agosto 1343, ma non fu mai consacrato vescovo.
Il 19 maggio 1344 il Papa suo zio lo creò cardinale della diaconia di Santa Maria in Via Lata. Si trasferì quindi alla curia papale ad Avignone, rinunciando alla cattedra di Limoges.
Partecipò al conclave del 1352 che elesse papa Innocenzo VI e a quello del 1362, che elesse papa Urbano V. Nel 1367 accompagnò a Roma quest'ultimo papa. Nel 1368 divenne cardinale protodiacono.
A Roma nel 1369 sottoscrisse la professione di fede dell'imperatore Giovanni V Paleologo, che pose temporaneamente fine allo scisma.
Morì nello stesso anno e le sue spoglie furono trasferite a Limoges ed inumate nella cattedrale.